# Октябрьский мост (Ярославль)
Октя́брьский мост — автомобильно-пешеходный мост через реку Волга в Ярославле, соединяющий Октябрьскую площадь с Урочской улицей, Москву — с Вологдой и Архангельском.
Находится на 519,2 км от Московского Южного порта, в 2-х километрах выше стрелки Волги и Которосли.

## История
На месте основания моста со стороны центральной части города находилась церковь Петра и Павла (1691), разрушенная в 1937 году.

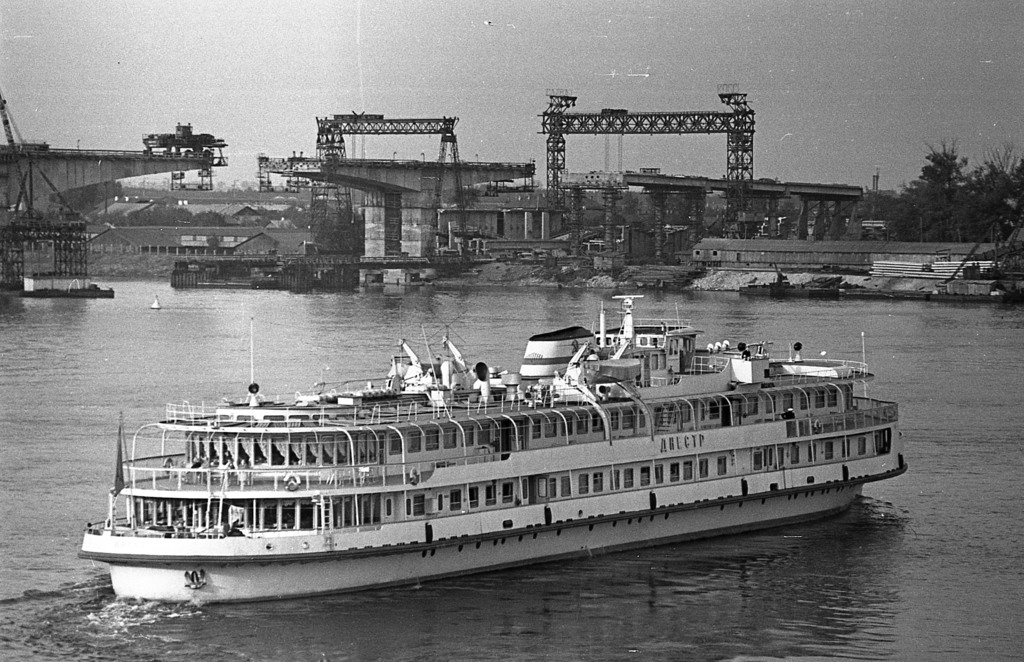
Строительство моста. 1960 г.

Мост был построен взамен временной переправы в 1961—1966 годах по новаторскому проекту инженера Евгения Сергеевича Уланова. По конструкции — железобетонный мост из сборных деталей, смонтированных при помощи синтетического клея и стянутых тросами.
По имевшейся в то время традиции, сдача моста была приурочена к 50-й годовщине Октябрьской революции, поэтому мост получил название «Октябрьский».
С 2006 года, после ввода в эксплуатацию нового автомобильного моста через Волгу, в обиходе стали называть «старым мостом».

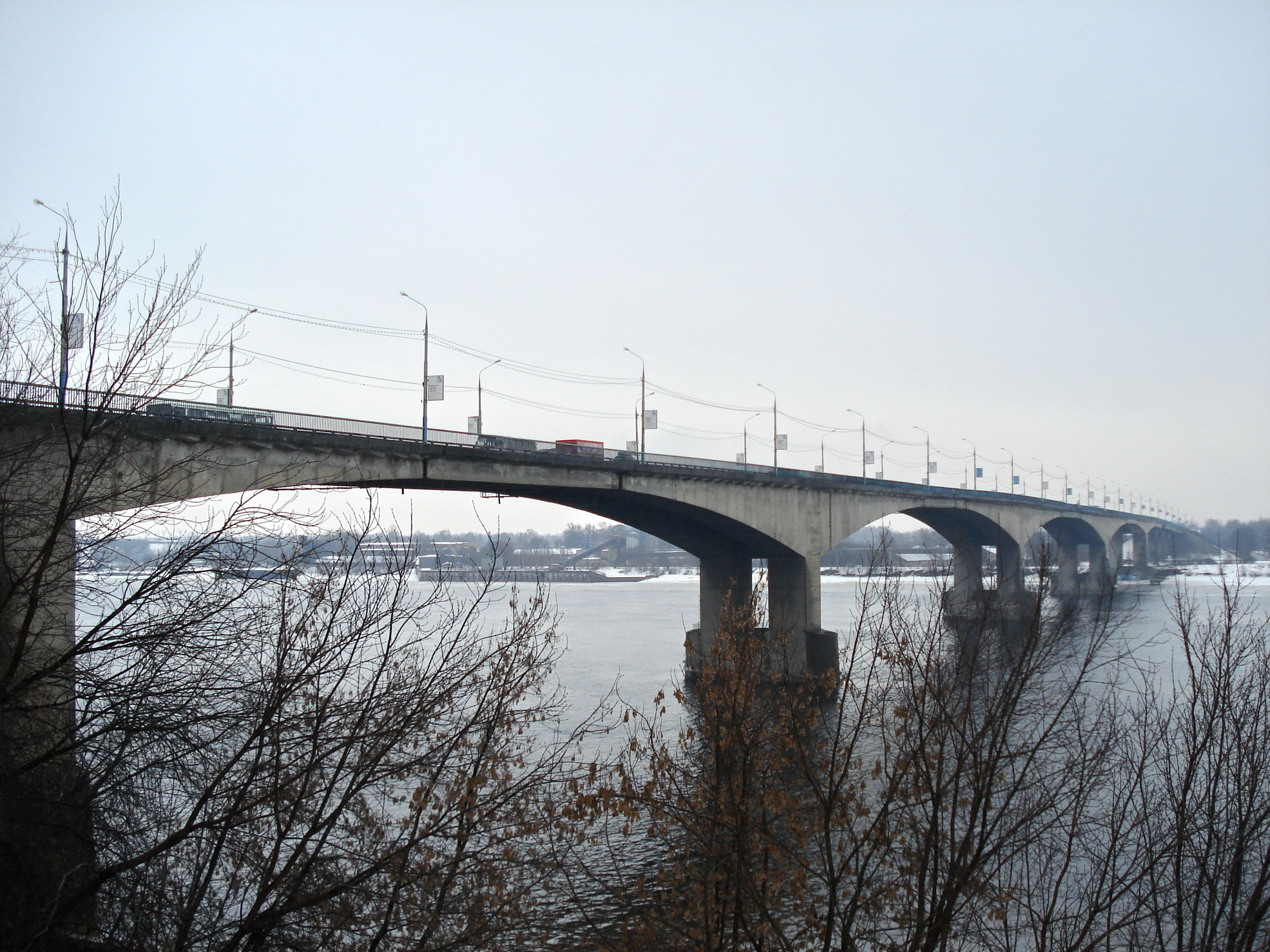
Вид на мост с юго-запада. 2009 г.

## Современное состояние
За свою полувековую историю мост пять раз ремонтировали. В 2013—2014 годах заменили деформационные швы, асфальтобетонное покрытие, опоры освещения, перильные ограждения и других элементы конструкции. На время зимы 2013—2014 годов движение по мосту было открыто, однако скорость ограничена 40 км/ч, по осевой линии моста установлено временное барьерное ограждение; на время самого ремонта, проводимого в два этапа, проезд по мосту был разрешён только для общественного транспорта и автомобилей оперативных служб. 30 августа 2014 года ремонт был завершён. В ходе этого ремонта мост был впервые за свою историю покрашен.
В 2022 году снова меняли деформационные швы, асфальтобетонное покрытие и часть барьерного ограждения.